# Rob Barraco
Rob Barraco est un claviériste qui a joué avec Phil Lesh and Friends, The Dead, Dark Star Orchestra, Chris Robinson & New Earth Mud, Zen Tricksters, et Red Flannel Hash. Il a été le clavier permanent pour Phil Lesh and Friends de 2000 à 2003 et a travaillé avec le groupe à d'autres reprises.
Il a également joué des claviers (aux côtés de Jeff Chimenti) quand des ex-membres du Grateful Dead se sont reformés dans The Other Ones (en 2002), puis dans The Dead (en 2003).
Rob Barraco a joué du clavier et de la guitare depuis l'âge de 6 ans et a été un musicien professionnel toute sa vie. 
Pendant plus de dix années dans les années 1980 et au début des années 1990, il était clavier pour Cosby Show.
Rob Barraco a joué avec Freddie Jackson à la fin des années 1980 avant de joindre le Zen Tricksters. Il a collaboré pendant onze ans  avec ce groupe et a enregistré  deux albums de studio. Leur deuxième album A Love Surreal a attiré l'attention de Phil Lesh, bassiste des Grateful Dead. Phil Lesh a demandé à Rob Barraco et au guitariste Jeff Mattson de Zen Tricksters de jouer une série de concerts à San Francisco puis de faire une tournée avec Bob Dylan. Le groupe s'est étoffé en intégrant John Molo et Warren Haynes.
L'année suivante The Phil Lesh Quintet est formé avec Phil Lesh, Rob Barraco, John Molo, Warren Haynes et Jimmy Herring. Ce groupe est surtout connu sous le nom de Q. Il est parti en tournée pendant trois ans et a enregistré un album studio There and Back Again. Depuis 1999, Rob Barracoa fait partie de Phil Lesh and Friends. 
En 2004, il a rejoint Chris Robinson's New Earth Mud. En 2005, il part en tournée avec le Dark Star Orchestra et en assure la direction depuis la mort tragique du clavier Scott Larnerd. Il joue toujours avec ce groupe actuellement.
Depuis son passage à The Dead, Rob Barraco est devenu ami avec Robert Hunter. Ils ont collaboré sur sept chansons dont When We All Come Home.